# Johannes Hannemann

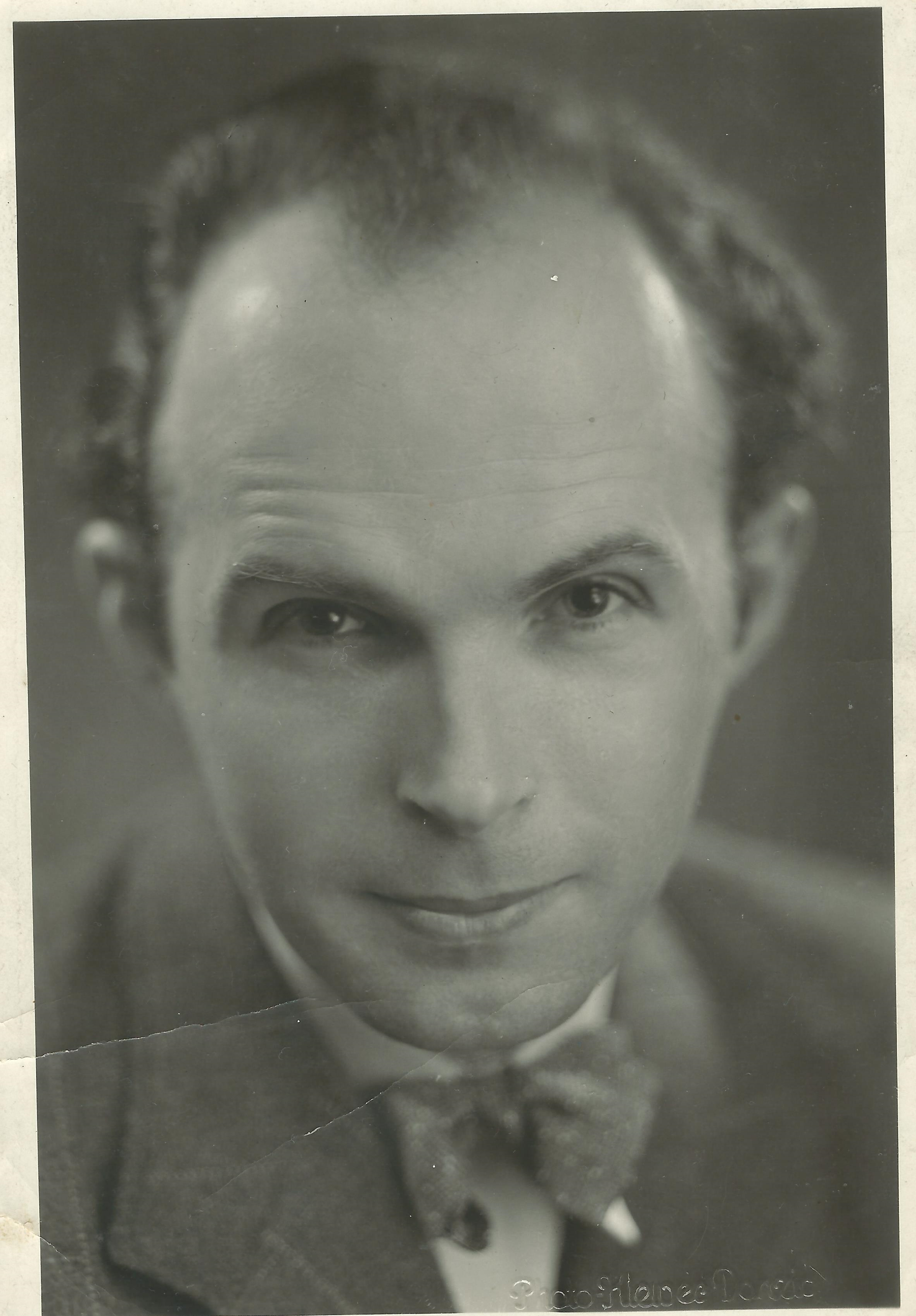
Johannes Hannemann, ca. 1938.

Johannes Hannemann (* 20. April 1902 in Stolp; † nach 1945) war ein deutscher Komponist und Cellist.

## Leben
Er stammte mütterlicherseits aus einer in Stolp ansässigen Organistenfamilie. Hannemann besuchte das Städtische Gymnasium in Danzig, studierte 1919–1921 am Konservatorium in Leipzig u. a. bei Sigfrid Karg-Elert (Komposition) und Juzlius Klengel (Violoncello). Er kehrte nach Danzig zurück, wo er Solocellist im Orchester des Stadttheaters (seit 1935: Staatstheater) war und in verschiedenen Kammermusikensembles musizierte. Zum 1. Mai 1933 trat er der NSDAP bei (Mitgliedsnummer 2.842.370). Die Jahre 1935/1936, als das Danziger Orchester wegen finanziellen Problemen aufgelöst wurde, verbrachte er in Berlin und spielte an der Volksoper. Nach der Eroberung Danzigs durch die Rote Armee wurde er als Sanitäter verhaftet und ist auf dem Marsch in die Kriegsgefangenschaft nahe Danzig verschollen.

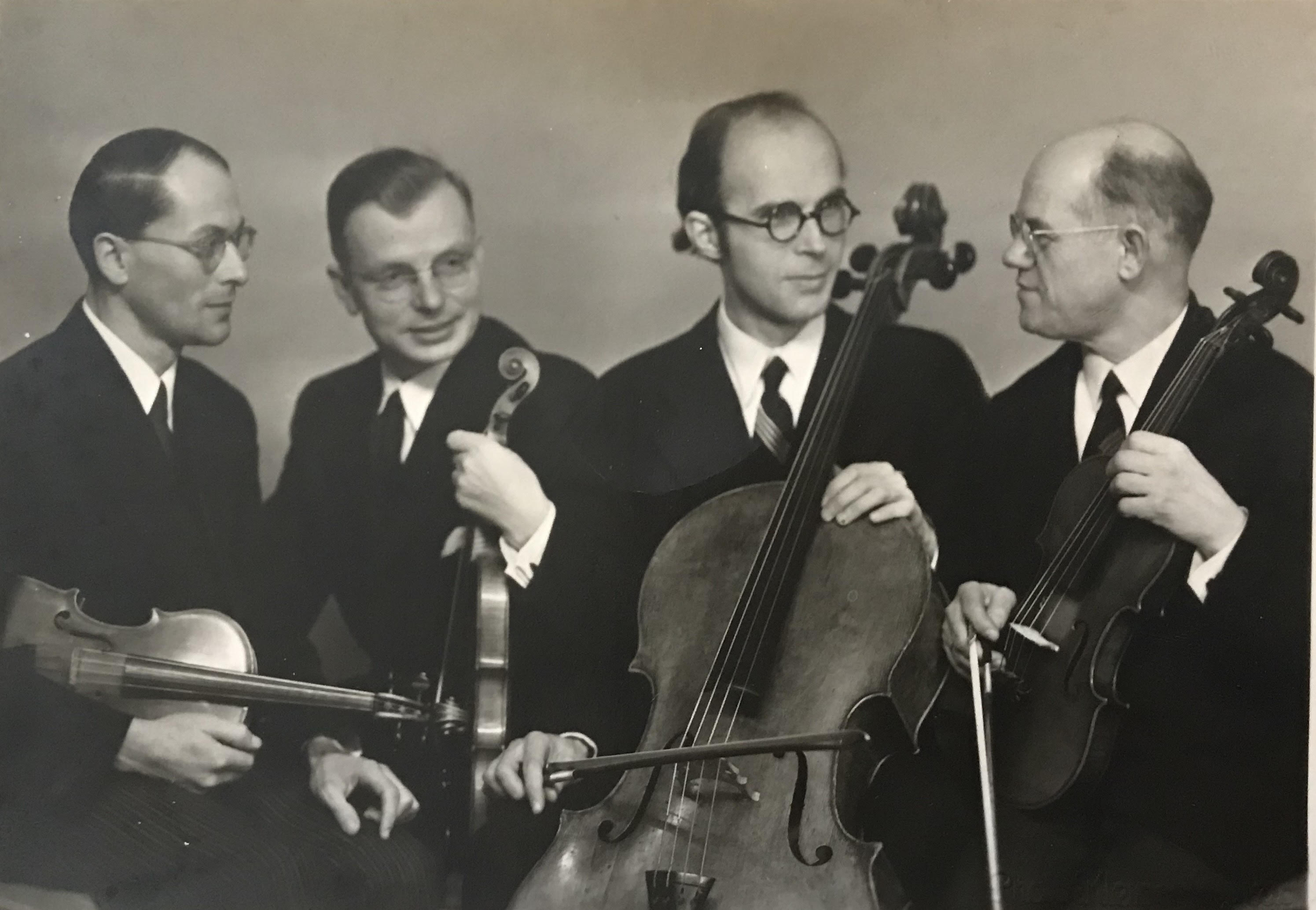
Johannes Hannemann im Quartett des Danziger Staatstheaters (2. v. r., ca. 1943)

Hannemann war zunächst den modernen musikalischen Strömungen gegenüber offen, komponierte nachromantisch-expressionistische Werke und war auch musikalischen Experimenten gegenüber aufgeschlossen. Ab Anfang der 1930er Jahre wendete er sich unter Einfluss der Lektüre von Arthur Schopenhauer dem Buddhismus zu und wurde Mitglied er von Georg Grimm geleiteten "Altbuddhistischen Gemeinde". Damit einher ging eine musikalische Wende hin zur barocken Polyphonie und insbesondere zu Johann Sebastian Bach. Einige seiner satztechnisch ausgefeilten Werke wurden von der Musikkritik als stilistisch kaum von Bach unterscheidbar beschrieben (über das Concerto da Camera: "fast möchte man ihm den Ehrentitel „Siebentes Brandenburgisches Konzert“ geben! ").
Hannemann war verheiratet, sein Sohn Harald starb im April 1945, sein Sohn Anando lebte nach dem Krieg in Halle/Saale.

### Auszeichnungen
- 1. Preis bei dem Kompositionswettbewerb des Danziger Senats (1937, für Konzertante Suite)
- Kunstpreis der NSDAP, Gau Danzig (1939)

## Werk

### Orchesterwerke
- Variationen und Fuge über ein Thema von Franz Schubert (1931, UA 11. Dezember 1931 im Danziger Rundfunk)
- Klavierkonzert für Neo-Bechstein-Flügel und Orchester (1932)
- Concerto grosso e-moll (1934, UA 5. Dezember 1934, Staatstheater Danzig)
- Drei Vorspiele über eigene Choräle (1938)
- Suite für kleines Orchester e-moll (1938)
- Barocke Festouvertüre (UA 16. Januar 1939, Landessender Danzig)
- Symphonische Phantasie über B-A-C-H für Orgel, Blechbläser und Pauken (UA 1942 in Danzig-Langfuhr)

Konzerte
- Concerto grosso [Nr. 2] in der dorischen Tonart für Solobratsche, Cembalo und Orchester (1936)
- Concerto da Camera D-dur für Solo-Oboe und Orchester (1939, UA 29. März 1940, Reichssender Danzig)

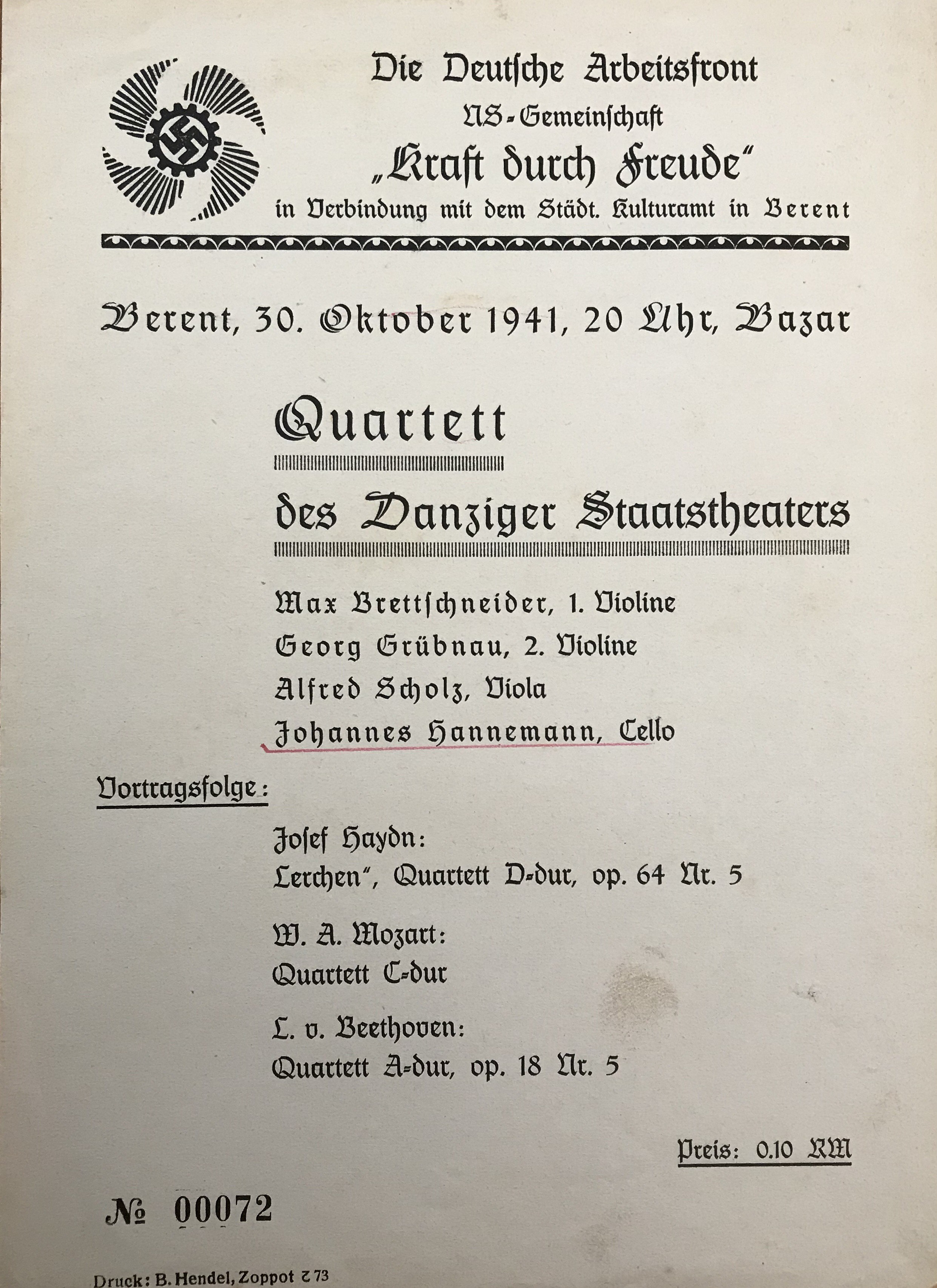
Abendprogramm des Quartettes Hannemann, 30. Oktober 1941

### Kammermusik
- Streichquartett (1923)
- Variationen und Fuge über "Fuchs du hast die Gans gestohlen" für 4 Celli (1927)
- Trio für Flöte, Saxophon und Viola (1928)
- Passacaglia für vier Violoncelli und Kontrabass (1929)
- Suite für zwei Violoncelli, a-moll (1934)
- 2 Triosonaten
- Konzertante Suite für Violine, Bratsche, Violoncello, Kontrabass und Klavier a-moll (1937)
- Kleine Suite a-moll für Oboe, Englisch Horn und Fagott (1939)
- Präludium und Fuge über BACH g-moll für Violine und Violoncello (1939)
- Gastreiner Serenade – Musikalisches Reisetagebuch für Violine, Viola und Cello (1942)
- Konzertante Suite a-moll für Violine, Viola, Violoncello und Kontrabass (1943)
- Präludium und Fuge d-moll für Violoncello (1943)
- Kammerserenade für konzertante Oboe und Streichquintett (1943, UA: 11. November 1943, Kurhaus Zoppot)
- Sechs Choralvariationen für Violine und Violoncello "Aus tiefer Not" (1945)

### Klaviermusik
- Sonate F-Dur

### Orgelmusik
- 3 Orgelsymphonien (F-dur [1937], C-dur [1938], a-moll [1940])
- Orgelsonate F-dur (1940)
- Variationen und Fuge über ein eigenes Thema für Orgel, d-moll (1936)
- Vorspiele zu eigenen Chorälen (1936)
- Präludium, Passacaglia, Choral und Fuge c-moll (1936)
- 2 Triosonaten für Orgel (D-dur [1938], e-moll [1942])
- Choralphantasie und Fuge h-moll über "Ich möchte heim, bin satt von deinem Leide, du arge falsche Welt" (1942)

### Lieder
- Danzig, Stolze Wacht im Osten
- Ewiges Leiden. Barocke Sonette für Alt und Kammerorchester ("Kantate", 1940)
- Kammerballaden für Barton, Cello und Klavier (1941) über Texte von Barockdichtern
- Drei ernste Gesänge für Singstimme und Cembalo (1942)
- Aus den Liedern der Nonnen Gotamo Buddhos. Ein Zyklus ästhetischer Lyrik für Sopran und Klavier (1943, UA: 17. Juni 1943, Schlosskonzerte Oliva)

Chorwerke
- Lang ist die Nacht (1929)
- Weichsellied (1930)
- Exotische Gesänge für Männerchor, 2 Klarinetten, 2 Trompeten, Fagott und Banjo (1930)
- Matrosenchor (1933)
- Worte der Wahrheit. Nach Texten des altindischen Dhammanâdam" (1944)

### Kantaten, Oratorien
- Buddha-Kantate nach Texten des buddhistischen Pali-Kanons für 4 Singstimmen und Instrumente (1935, UA 25. Mai 1935)
- Buddhistisches Oratorium "Die Vier Heiligen Wahrheiten vom Leiden" für Soli, Chor, Sprecher und Orchester (1933–1936)

### Verschiedenes
- Kleine Schicksalsrevue (Text: Alice Eckert-Rotholz) (1931)
- Musik zum Hörspiel "Man nehme" von Paul Schiller und Leo Krasa (1932)